# Alla Horska
Alla Horska (en ukrainien : Алла Горська ; née le 18 septembre 1929 à Yalta et morte le 17 novembre 1970 à Vasylkiv) est une artiste peintre monumentaliste ukrainienne des années 60, et l'une des premiers représentantes du mouvement underground ukrainien. Elle est aussi une activiste du mouvement des droits de l'homme des années 60 en Ukraine.

## Biographie
En 1962, Alla Horska révèle avec le poète Vassyl Symonenko et le metteur en scène Les Tanyuk, l'existence de charniers d'« ennemis de l'État soviétique » assassinés par le NKVD, dans les cimetières de Bykivnia, Lukyanivka et Vasylkivsky à Kiev. Ils les déclarent ensuite au conseil municipal de Kiev.
Entre 1965 et 1968, elle participe à des manifestations contre la répression des militants ukrainiens des Droits de l'homme. Ce qui l'amène à avoir plusieurs fois affaire à la police politique soviétique. Elle bénéficie cependant du soutien du groupe d'artistes engagés auquel elle appartient. Ensemble, ils travaillent sur des œuvres politiques monumentales à Donetsk et Krasnodon.
En 1967, Horska assiste au procès de Viacheslav Chornovil à Lviv, alors qu'un groupe de militants de Kiev proteste contre le déroulement jugé illégal des procédures judiciaires. L'année suivante, elle signe la lettre de protestation 139, adressée à Léonid Brejnev, secrétaire général du Parti communiste de l'Union soviétique, demandant la cessation de ces procédures illégales. En conséquence, le KGB a commencé à faire pression et à menacer les signataires de la lettre.
Alla Horska décède le 17 novembre 1970 lors d'une opération du KGB. Ses funérailles ont lieu le 7 décembre suivant, et se transforment en une campagne de résistance civile au cours de laquelle des dissidents connus comme Yevgen Sverstiouk, Vassyl Stous, Ivan Ghel et Oles Serhienko ont prononcé des discours.

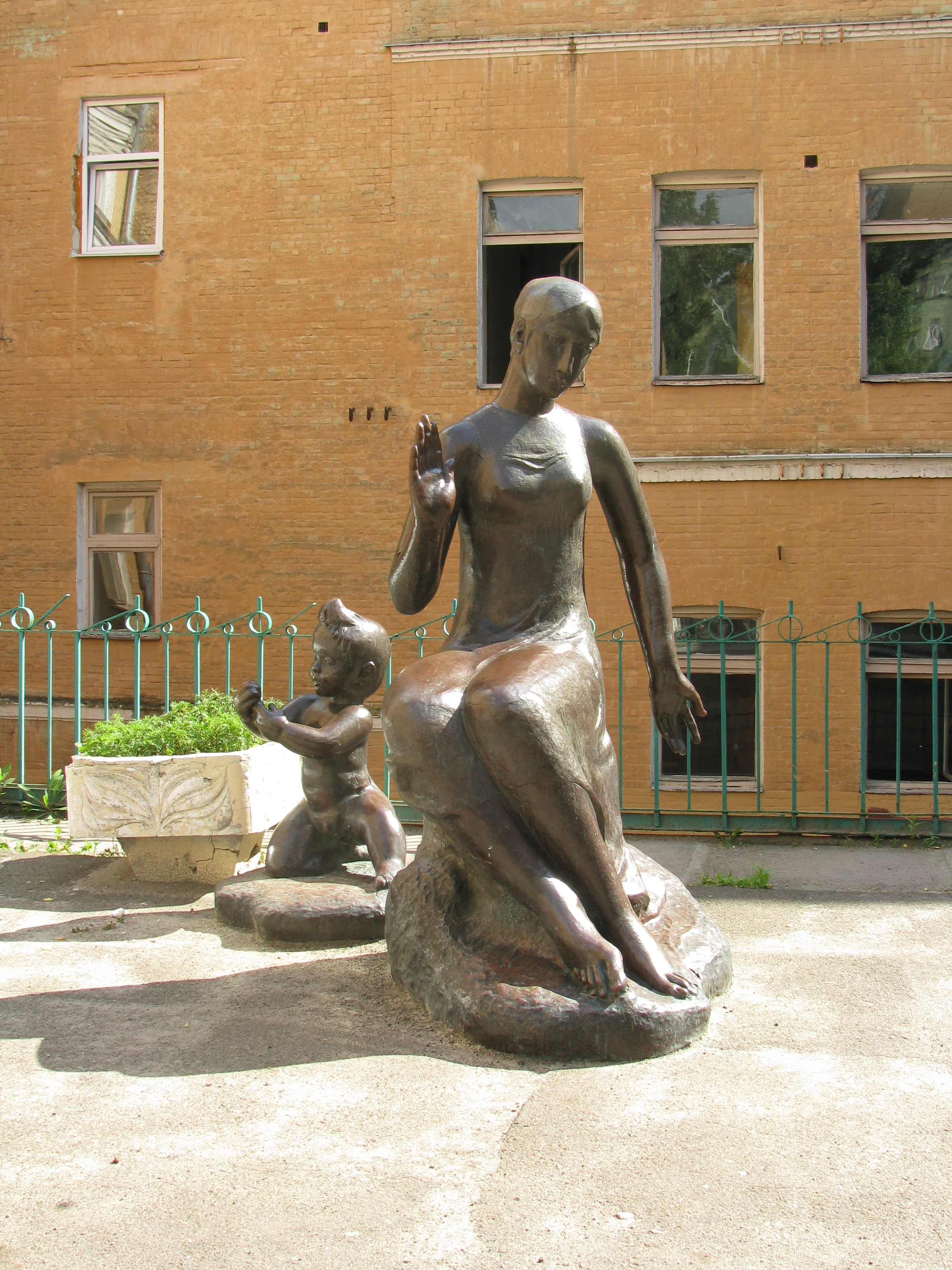
Statues dans la cour de sa maison kiévaine classées[4],
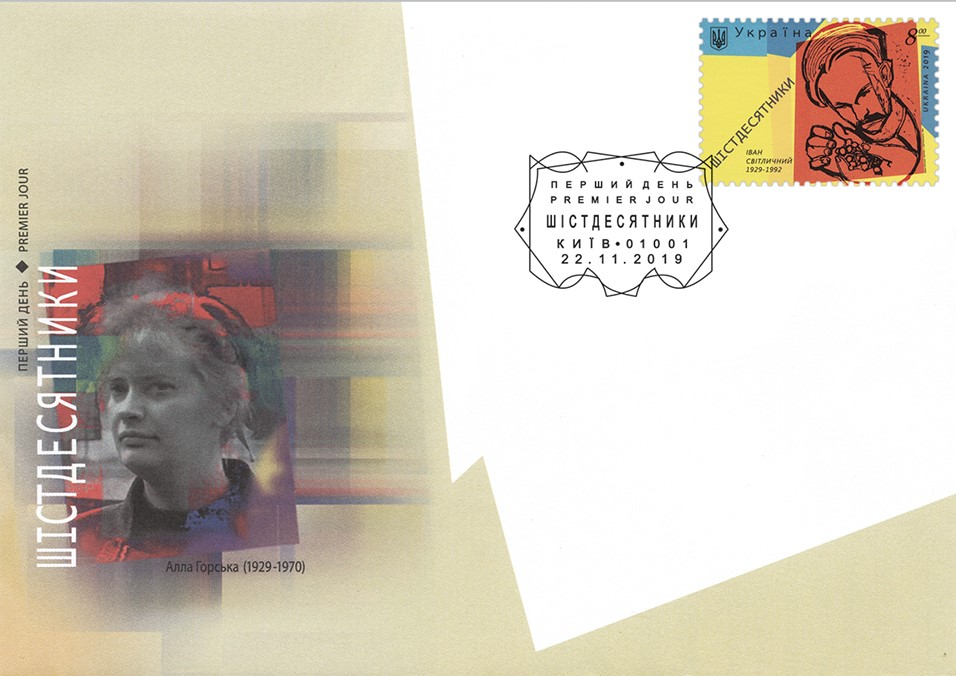
son portrait sur une impression de la poste ukrainienne,
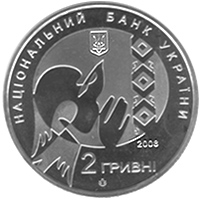
L'oiseau-femme, gravure sur la pièce de Vassyl Stous.